# パッチム
パッチム（받침、patchim）とは、ハングルにおいて〈子音+母音+子音〉などで構成される音節（閉音節）で最後の音をあらわす子音または子音字母。終声とも呼ばれる。

## 概要
朝鮮語では、子音は、一音節のなかで母音の前後に来ることができる。二重子音を含む19の子音は全て母音の前に置くことができるが、ㄸ, ㅃ, ㅉを除く16の子音は母音の後ろに来ることができる。たとえば、
- 김（金、kim）のm音"ㅁ"
- 박（朴、pak）のk音"ㄱ"

などである。このように、母音の後に来て音節の最後の音を構成する子音を「パッチム」と呼ぶ。パッチムには、朝鮮語で「支えるもの」「下敷き」の意味があり、上記の例でいえば기 (ki) の下の位置にㅁ (m)、바 (pa) の下位にㄱ (k) の音素を表記して全体として1音節を表す。
パッチムをとる音節は、閉音節である。閉音節には、次のような種類がある。
- 母音＋子音
  - 안 [an]（內）
- 半母音＋母音＋子音
  - 왕 [waŋ]（王）
- 子音＋母音＋子音
  - 길 [kil]（道）
- 子音＋半母音＋母音＋子音
  - 광 [kwaŋ]（光）

パッチムには、ㄱ (k)、ㄴ (n)、ㄷ (t)、ㄹ (l)、ㅁ (m)、ㅂ (p)、ㅇ (ng) の7つの音価がある。
朝鮮語で語中・語尾の「ク」「ル」「ム」「プ」と表現される音は、後に母音を伴わないパッチムであることが多い（例: ソウル＝서울、キムチ＝김치）。

## 発音
パッチムをとる子音は16個 （ㄱ、ㄴ、ㄷ、ㄹ、ㅁ、ㅂ、ㅅ、ㅇ、ㅈ、ㅊ、ㅋ、ㅌ、ㅍ、ㅎ、ㄲ、ㅆ） あり、二重子音11個を含めると27個に上るが、発音は7通りだけである。発音欄の ̚ は、内破音を表す国際音声記号 (IPA) の補助記号である。
パッチムの発音が7通りしかないにもかかわらず、激音や濃音など代表音以外の字母をパッチムに使用したり、二重パッチムを使用するなど、表記上27種類に書き分けるのは、朝鮮語の形態音素表記のためである。
| 子音                                                       | 二重子音                             | 発音  |
| ---------------------------------------------------------- | ------------------------------------ | ----- |
| ㄱ (g/k), ㅋ (k),ㄲ (kk)                                   | ㄳ (gs), ㄺ (lg)                     | ㄱ[k̚] |
| ㄴ (n)                                                     | ㄵ (nj), ㄶ (nh)                     | ㄴ[n] |
| ㄷ (d/t), ㅅ (s), ㅆ (ss), ㅈ (j), ㅊ (ch), ㅌ (t), ㅎ (h) |                                      | ㄷ[t̚] |
| ㄹ (l)                                                     | ㄽ (ls), ㄾ (lt), ㅀ (lh), {ㄼ (lb)} | ㄹ[ɭ] |
| ㅁ (m)                                                     | ㄻ (lm)                              | ㅁ[m] |
| ㅂ (b/p), ㅍ (p)                                           | ㅄ (bs), ㄿ (lp), {ㄼ (lb)}          | ㅂ[p̚] |
| ㅇ(ng)                                                     |                                      | ㅇ[ŋ] |

### 二重パッチム以外
二重パッチム以外の16種類のパッチムの発音は、次のように整理することができる。
- ㄱ・ㄴ・ㄷ・ㄹ・ㅁ・ㅂは、初声の発音の準備段階で音節を終わらせるようなイメージの発音となり、それぞれ独自の音価を持つ。
  - ㄱ[k̚]、ㄴ[n]、ㄷ[t̚]、ㄹ[ɭ]、ㅁ[m]、ㅂ[p̚]
- ㅇは[ŋ]、ㅅ・ㅈ・ㅎはㄷと同じ[t̚]となる。
- 激音や濃音はパッチムになると、対応する平音と同じ発音となるが、実際にパッチムになる濃音はㄲとㅆの2種類のみである。
  - ㅋ・ㄲ[k̚]
  - ㅆ・ㅊ・ㅌ[t̚]
  - ㅍ[p̚]

あるいはハングル（訓民正音）の創製原理から次のように整理することもできる。
- パッチムが牙音・舌音・半舌音・唇音の場合は、初声の発音の準備段階で音節を終わらせるようなイメージの発音となる。その際、激音や濃音はパッチムになると、対応する平音と同じ発音となる。
  - 牙音ㄱ・ㅋ・ㄲ[k̚]
  - 舌音ㄴ[n]、ㄷ・ㅌ[t̚]
  - 半舌音ㄹ[ɭ]
  - 唇音ㅁ[m]、ㅂ・ㅍ[p̚]
- パッチムが歯音の場合は、全てㄷと同じ[t̚]となる。
  - ㅅ・ㅆ・ㅈ・ㅊ[t̚]
- パッチムが喉音の場合は、初声の発音とは全く音価が変わる。
  - ㅇ[ŋ]（元来はㆁ（牙音の鼻音）と書かれた音）
  - ㅎ[t̚]

### 二重パッチム
2つの異なる子音字母を組み合わせてパッチムに用いたもの、具体的には、ㄳ、ㄵ、ㄶ、ㄺ、ㄻ、ㄼ、ㄽ、ㄾ、ㄿ、ㅀ、ㅄの11個を二重パッチムと呼ぶ。
後に母音が続く場合，パッチムは，原則としてそのまま発音される(例: "젊은"→/절믄/，"앉아"→/안자/)が，例外的にㄶ・ㅀは，ㅎが発音上無視される(例: "않아"→/아나/，"잃은"→/이른/)。
後に子音の続く場合及び語末の場合，南北の標準発音によれば，ㄳ、ㄵ、ㄶ、ㄽ、ㄾ、ㅀ、ㅄについては左側の子音、ㄻ、ㄿ、ㄺについては右側の子音を発音する。ㄼは南北で標準発音が異なり，南(韓国)では，左側のㄹを発音することを原則(例: "넓다"→널따, "여덟"→/여덜/)とし、形容詞「넓다」の語幹が複合語を形成する場合や動詞「밟다」の活用形では右側のㅂを発音する(例: "넓죽하다"→넙쭈카다, "밟다"→/밥ː따/)。これに対し，北(朝鮮)では，右側のㅂを発音することを原則とし(例: "넓다"→넙따, "밟다"→/밥따/)，形容詞の後にㄱが来る場合や名詞「여덟」では左側のㄹを発音する(例: "넓고"→널꼬, "여덟"→/여덜/)。「子音群単純化」と呼ばれる。
これらを整理すると次の通りとなる。
1. 後に子音が続くとき及び語末
  1. ㄷ音 (ㄷ、ㅅ、ㅈ、ㅌ、ㅎ) がある場合は、それを発音しない。ㄳ→ㄱ，ㄵ・ㄶ→ㄴ，ㄽ・ㄾ・ㅀ→ㄹ，ㅄ→ㅂ。
  2. ㄷ音がなくㄹ音がある場合は、それを発音しない。ㄻ→ㅁ，ㄿ→ㅂ，ㄺ→ㄱ，(ㄼ→ㅂ)。
  3. ただし、ㄼはㄹと発音する語とㅂと発音する語がある。詳細は先述の通りである。
  4. また，ㄺの後にㄱ が続く場合は、ㄹをパッチムとして発音し 次のㄱが濃音化する。ㄺ＋ㄱ→ㄹ＋ㄲ。
2. 後に母音が続くとき
  1. 原則として二重パッチムの左側の子音をパッチムとして発音し、右側の子音は初声化する。（例：젊은→절믄）
  2. 但し，中間に形態部の境界があるときは，語末と同様に発音されるいわゆる絶音現象が起こる。（例：넋없다[넉업따→너겁따]）
3. 前に二重パッチムが来るとき
  1. パッチム ㄶ、ㅀの後に子音が続く場合は次の子音が激音化する。（例：잃다→일타）
  2. それ以外の二重パッチムの後に子音が続く場合は次の子音が濃音化する。（例：앉다→안따, 핥다→할따）

## パッチムにともなう発音の変化

### 有声音化
パッチム"ㄴ"、"ㅁ"、"ㅇ"、"ㄹ"および母音の直後のㄱ・ㄷ・ㅂ・ㅈ [ k・t・p・ch ] の音は、それぞれ有声音（濁った発音）となって [ g・d・b・dj ] の音で発音する。
用言の活用形でパッチムのㄹにㄱ、ㄷ、ㅈが後続する場合も後続音が有声音化される。
また、厳密にはパッチム"ㄴ"、"ㅁ"、"ㅇ"、"ㄹ"および母音の直後のㅎ[h]が[ɦ]となる初声ㅎの弱化・無音化も有声音化の一種である。

### 連音化（終声の初声化）
パッチムの直後に無音の子音"ㅇ"が来ると、パッチムの音がㅇ（次の音節の初声の位置）に移って連音化する。たとえば、금연（禁煙）では금 (keum) のパッチム"ㅁ" (m) と연 (yeon) の"ㅕ" (yeo) が合成されて [myeo] 音となり、発音が[그면] (keu myeon) となる（[]内のハングルは発音通りの表記）。二重パッチムの時は、右側の音（ㄺのㄱなど）がㅇに移って連音化する（例：읽어→[일거]）。ただし、ㄱ・ㄷ・ㅂ・ㅈ・ㄵ・ㄺ・ㄼの時は前述の有声音化を伴う。またㄳ・ㅄ・ㄽの時は実際にはㅅではなく濃音のㅆが初声化する（ㄳ・ㅄについては後述の濃音化を伴うと説明されることもある）。またㅎ・ㄶ・ㅀの時はㅎが連音化（終声の初声化）するのではなくㅎは発音上無視され、ㄶ・ㅀはㄴ・ㄹが初声化する（ㅎパッチム、ㄶ・ㅀのㅎが発音されない場合）。
また、話者によってはパッチム"ㅇ"の次の初声も"ㅇ"である場合に初声を"ㄴ"で発音する場合がある。

### 濃音化
子音は、前のパッチムに影響されると詰まった音（硬音）になる場合があり、これを「濃音化」と称する。濃音化されると、語中でも子音は濁らない。ㄱ、ㄷ、ㅂ、ㅅ、ㅈは、ㄱ、ㄷ、ㅂの音の直後にくると基本的に濃音化される。
- 국밥 [kugbab → kugβab][국빱] （クッパ）

二重パッチムのㄳとㅄが連音化するときは、実際にはㅅではなく濃音のㅆが初声化する。発音変化の説明の便宜上、途中経過として〈〉の表記を用いて、「連音化したㅅが濃音化されるため、実質的にㅆの音が次の音節の初声の位置に来る」と説明されることもある。
- 몫이→〈목시〉→[목씨]
- 값이→〈갑시〉→[갑씨]

用言の活用形でパッチムのㄴ、ㄵ、ㄺ、ㄼ、ㄾ、ㅁ、ㄻにㄱ、ㄷ、ㅈが後続する場合は後続音が濃音化される。また未来連体形のㄹにㄱ、ㄷ、ㅂ、ㅅ、ㅈが後続する場合も濃音化される。

### 激音化
子音字母 ㅎ はその前後の子音と合わさって激音として発音されることがあり、これを「激音化」と称する。
具体的には、ㄱ音、ㄷ音、ㅂ音、ㅈ音のパッチムと初声ㅎが合わさって、それぞれ、ㅋ音、ㅌ音、ㅍ音、ㅊ音で発音される。
- 국화 [gughwa → gukwa][구콰]（菊花）
- 못하다 [modhada → motada][모타다]（できない）
- 입학 [ibhag → ipag][이팍] （入学）

また逆に、ㅎパッチム（二重パッチムのㄶ、ㅀのㅎを含む）の後にㄱ、ㄷ、ㅈが続いた時も、激音化してそれぞれㅋ、ㅌ、ㅊの音で発音される（実際上、ㅎパッチムの後にㅂが来ることはない）。
- 좋다→[졷타]または[조타]
- 많다→[만타]
- 싫다→[실타]

### 初声ㅎの弱化・無音化
初声の子音字母 ㅎ は、語頭以外での発音は[ɦ]となり、微弱な音となったり、あるいは事実上消失したりする。これをㅎの弱化・無音化と説明する場合がある。その結果、直前にパッチムがある場合は連音化されることがあり、北の標準発音法でも許容されている。
- 은행→〈은앵〉→[으냉]（銀行）
  - 但し、南北の標準発音法では、ㅎをそのまま発音することが原則である。
  - [은행]○↔[으냉]×(南)△(北)

但し、厳密には初声ㅎの弱化・無音化は、前述の有声音化に含まれる。

### ㅎパッチム、ㄶ・ㅀのㅎが発音されない場合
ㅎパッチムや、ㄶ・ㅀのㅎに関しては、直後にㅇが来た場合、ㅎが前述の連音化を起こすのではなく発音上無視される。二重パッチムのㄶとㅀが連音化するときは、左側の音であるㄴ、ㄹが初声化して発音されることになる。
- 좋은→[조은]
- 많아→〈만아〉→[마나]
- 싫어→〈실어〉→[시러]

この現象を説明する際、下のように便宜的に前述の連音化（終声の初声化）と初声ㅎの弱化・無音化の複合と見なす、すなわちㅎが他のパッチムと同様にいったん連音化していると見なした上で（《》の表記）、そのㅎが語中なので聞こえなくなっているかのように説明されることはあっても、2音節目以降の初声ㅎの場合と異なり《》の表記通りに[h]の音が発音されることはない。
- 좋은→《조흔》→[조은]
- 많아→《만하》→〈만아〉→[마나]
- 싫어→《실허》→〈실어〉→[시러]

ㅎパッチムや、ㄶ・ㅀのㅎは、[h]の音を表すというよりも、前者はㄷ音のパッチムのうち後続の平音ㄱ・ㄷ・ㅈを激音化するもの、後者は後続の平音ㄱ・ㄷ・ㅈを激音化するためのマーカーでしかない、というのがこれらの表記の本質であって、次のような朝鮮語の発音があるのを正書法上でどう書き表すかを考案した結果と捉えれば理解しやすい。
- [조은]－[졷타]または[조타]－[존네요]（現行の正書法上は좋은－좋다－좋네요、鼻音化の例も併せ掲げた）
- [마나]－[만타]（同じく많아－많다）
- [시러]－[실타]（同じく싫어－싫다）

ちなみに歴史的には、開化期の正書法の設計に関する議論の際、当時の知識人の間でㅎパッチム及びㄶ・ㅀのㅎの採用に関する議論があり、その際に理論上はこれらがほぼ肯定され、最終的に1933年の朝鮮語綴字法統一案でこれらが公認されたが、当時一部ではこれらの採用に反対する者もいた。

### 口蓋音化
パッチムㄷ、ㅌ（二重パッチムのㄾのㅌも含む）に이が続くと、ㄷ音はㅈ音に、ㅌ音はㅊ音に変化する。パッチムㄷに히が続いた場合は、前述の激音化もあるのでㅊ音に変化する。
- 굳이→〈구디〉→[구지]
- 같이→〈가티〉→[가치]
- 훑이다→〈훌티다〉→[훌치다]
- 묻히다→〈무티다〉→[무치다]

### 舌側音化
パッチムおよびその直後につづく子音がㄴㄹのとき、あるいはㄹㄴのとき、いずれもㄹ音で発音される。
- 연락→[열락]（連絡）
- 설날→[설랄]

### 鼻音化
ㄱ音、ㄷ音、ㅂ音のパッチムにㄴ、ㅁがつづくと、ㅇ音、ㄴ音、ㅁ音で発音する。
- 작년→[장년]（昨年）
- 옛날→[옌날]（昔）
- 좋네요→[존네요]（良いですね）（ㅎパッチムの性質についてはこちらも参照）
- 입문→[임문]（入門）

ㄱ音、ㄷ音、ㅂ音、ㅁ音、ㅇ音のパッチムに子音ㄹがつづくと、ㄹはㄴ(n)の音で発音される。このとき、ㄱ音、ㄷ音、ㅂ音のパッチムは、それぞれ、ㅇ、ㄴ、ㅁと変化する（ㅁ音とㅇ音は変化しない）。
- 국립→[궁닙]（国立）（終声と初声の鼻音化が同時に起こる例）
- 항로→[항노]（航路）（初声の鼻音化のみが起こる例）

### ㄴ添加
パッチムの後に야、여、요、유、이がくるとき、ㄴ(n)音が添加され、냐、녀、뇨、뉴、니のように発音されることがある。詳細はリエゾン#朝鮮語を参照。

## パッチムと助詞
朝鮮語は、言語の形態論上の分類では膠着語に属しており、日本語の「てにをは」に相当する助詞によって単語をつなげて文やセンテンスを構成していくが、パッチムの有無によって用いられる助詞が異なる場合がある。
| ＼     | ＼                 | 主題 | 主格 | 所有 | 目的 | 対象       | 対象 | 同格 | 羅列 | 手段 | 場所 | 場所 |
| ＼     | ＼                 | 主題 | 主格 | 所有 | 目的 | 人         | 物   | 同格 | 羅列 | 手段 | 場所 | 場所 |
| ------ | ------------------ | ---- | ---- | ---- | ---- | ---------- | ---- | ---- | ---- | ---- | ---- | ---- |
| 日本語 | 日本語             | は   | が   | の   | を   | に         | に   | も   | と   | で   |      | から |
| 朝鮮語 | パッチムなしのとき | 는   | 가   | 의   | 를   | 에게/ 한테 | 에   | 도   | 와   | 로   | 에서 | 에서 |
| 朝鮮語 | パッチムありのとき | 은   | 이   | 의   | 을   | 에게/ 한테 | 에   | 도   | 과   | 으로 | 에서 | 에서 |

主格、目的、羅列、手段をあらわす場合は、パッチムの有無によって用いる助詞が変化する。

## 日本語のハングル表記とパッチム

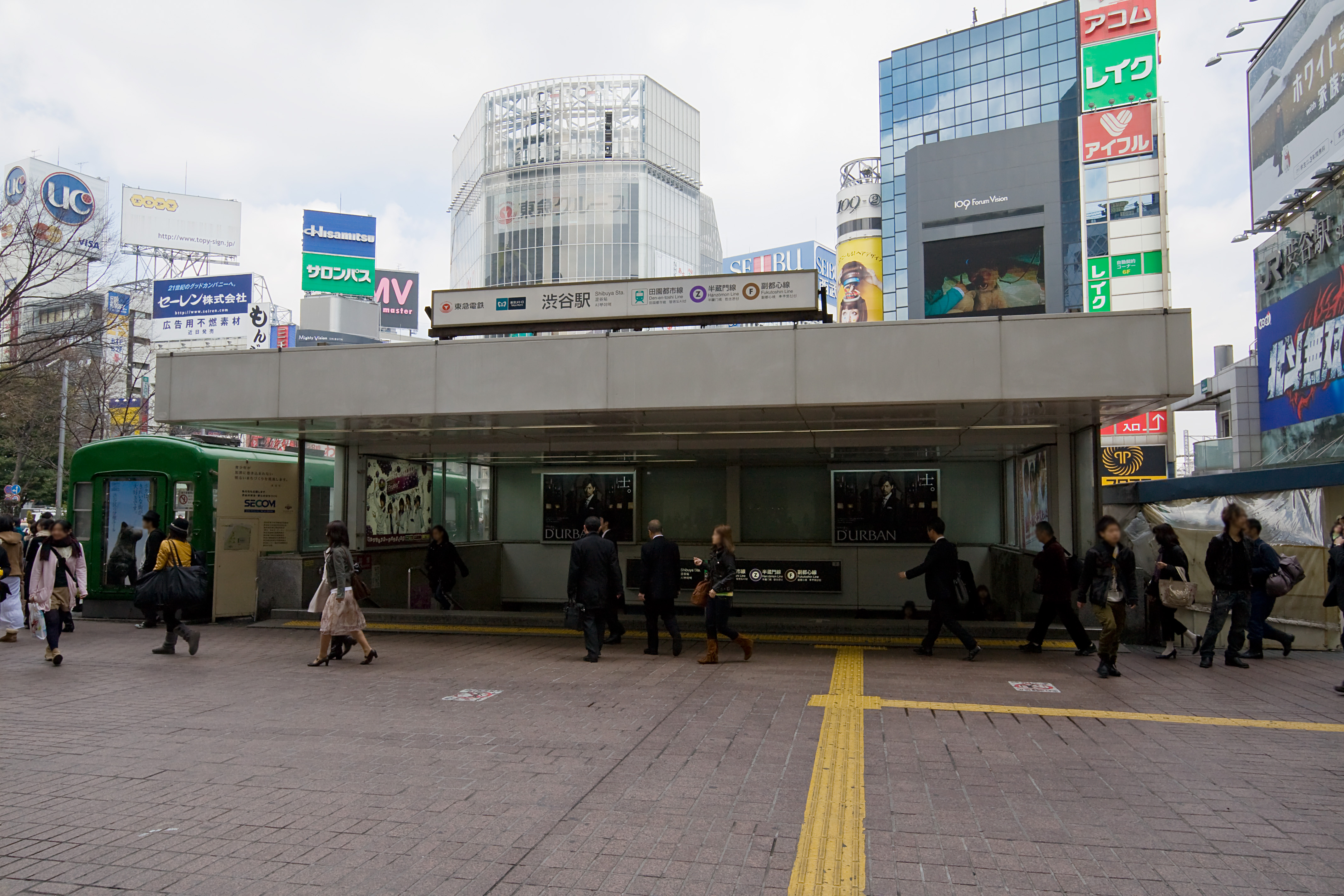
「田園都市線」の部分のハングルは基本の表記とは異なる（所謂「通用表記」）。

日本語をハングル表記する際には、促音と撥音をあらわすのに、パッチムを用いる。
促音
日本語の促音「っ」はㅅをパッチムとして表記する。
- 札幌：삿포로
- 北海道：홋카이도

撥音
日本語の撥音「ん」はㄴをパッチムとして表記する。
- 仙台：센다이
- 関東：간토

ただし、「ん」の次の文字がア行やヤ行である等、ハングル表記時に子音がない場合に（連音しないことを明確にする意味で）ㄴの代わりにㅇをパッチムとして表記する場合もある（ただし、読み手がㄴ添加して発音しない場合に限られる）。
- 田園都市線：뎅엔도시 선（＜덴엔토시 선）

## パッチムの表記及び発音に関する歴史的な事項
現代ではパッチムの発音は7種類であるが、前述の通り形態音素表記のため初声化などを考慮して表記するため、パッチムの表記には激音や濃音、二重パッチムなども含めて27種類を用いる。これは訓民正音の「終声復用初声」に当たる。訓民正音制定当時（中期朝鮮語）は現代語の7種類の他にㅅがパッチムとして独自の音価を有しており、パッチムの発音は8種類だったが、訓民正音制定から朝鮮語綴字法統一案（1933年）に至るまでは、その8種類以外のㅈ・ㅿ・激音や形態音素表記のための二重パッチムなどがパッチムに用いられるのは竜飛御天歌や月印千江之曲など一部の資料に限られ、パッチムの発音に合わせてㄱ・ㄴ・ㄷ・ㄹ・ㅁ・ㅂ・ㅅ・ㆁ（後にㅇと書かれるようになる）の8種類のみが用いられることが多かった。これは訓民正音の「八終声可足用」に当たり、訓蒙字会が「初声終声通用」としているのもこの8種類のみで、残りの子音字母は「初声独用」という扱いだった。
近世朝鮮語でパッチムのㄷ・ㅅが同じ発音の[t̚]になり、これらのパッチムの表記がㅅに統一されㄷが使用されなくなる傾向が見られるようになったことから、1912年の普通学校用諺文綴字法ではパッチムとして認められた単独字母はㄱ・ㄴ・ㄹ・ㅁ・ㅂ・ㅅ・ㅇの7種で、そこにㄷは入れられておらず、他には二重パッチムとしてㄺ・ㄻ・ㄼが認められている程度であった。1930年の諺文綴字法ではこれに加えて、形態主義的表記法の導入のため、単独字母として激音・濃音を含むㄲ・ㄷ・ㅈ・ㅊ・ㅌ・ㅍと、二重パッチムのㄳ・ㄵ・ㄾ・ㄿ・ㅄが認められた。この段階で現行の正書法と比較してパッチムとして認められていなかったのは、ㅆ・ㅋ・ㅎ・ㄶ・ㄽ・ㅀであった。ㅎ（及びㄶ・ㅀ）パッチムについては、開化期の周時経以前には表記として用いられた例はほとんどないが、ハングル創製当時の中期朝鮮語以来、形態音韻論的に現代語のㅎパッチムに相当する状況は存在していて、開化期に表記としてのㅎパッチムが議論された結果（詳細はㅎ#ㅎパッチムに関する歴史的な事項を参照）、1933年の朝鮮語綴字法統一案に至ってㅎ・ㄶ・ㅀを含む前述の6種類のパッチムと、古語に用いられるᇚが採用された。ᇚパッチムは北朝鮮の1954年の朝鮮語綴字法や1966年制定の現行の朝鮮語規範集、韓国の1988年制定の現行のハングル正書法では認められず、最終的に現行の正書法で認められるパッチムは27種類となり現在に至る。